# هنری جاستیس فورد

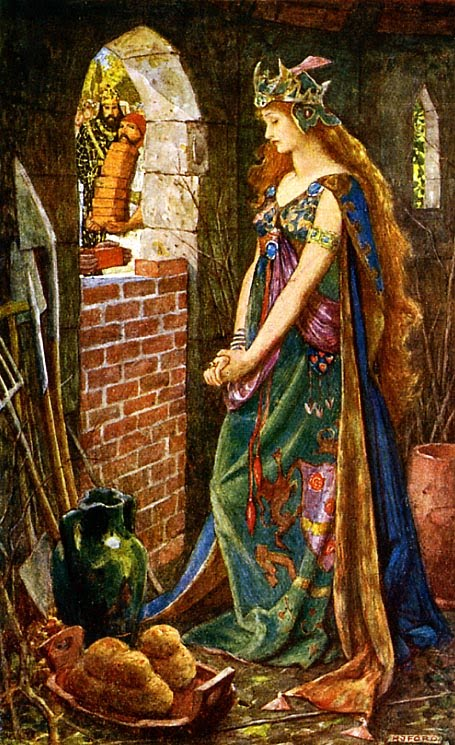
پرنسس زندانی شده در خانۀ تابستانی از کتاب قصه‌های پریان سبز اندرو لانگ

هنری جاستیس فورد (Henry Justice Ford) (۱۸۶۰–۱۹۴۱) هنرمند و تصویرگر پرکار و موفق انگلیسی بود که در بین سال‌های ۱۸۸۶ تا دهه ۱۹۲۰ فعالیت داشت. گاهی با نام‌های اچ.جی. فورد یا هنری جی. فورد نیز شناخته شده‌است. او زمانی مورد توجه عموم قرار گرفت که تعداد زیادی از تصویرگری‌های کتاب‌های پریان اندرو لانگ را تهیه کرد که تخیل نسلی از کودکان انگلیسی را تسخیر کرد و در سطح جهانی نیز در فاصله سال‌های ۱۸۸۰ تا ۱۸۹۰ به فروش رسید.

## گالری

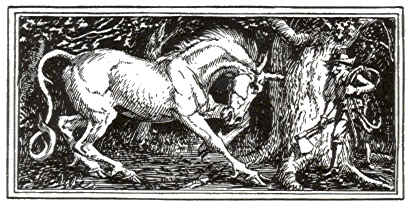
خیاط کوچولوی شجاع از کتاب آبی پریان
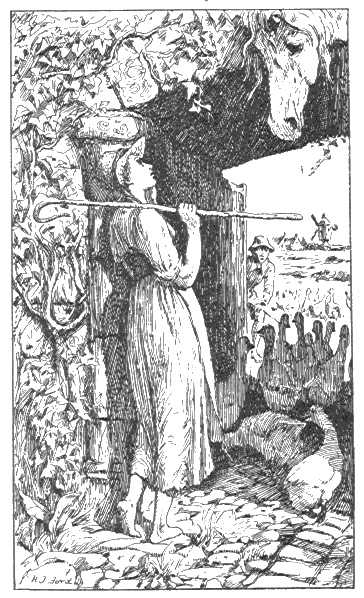
دختر غازچران از کتاب آبی پریان
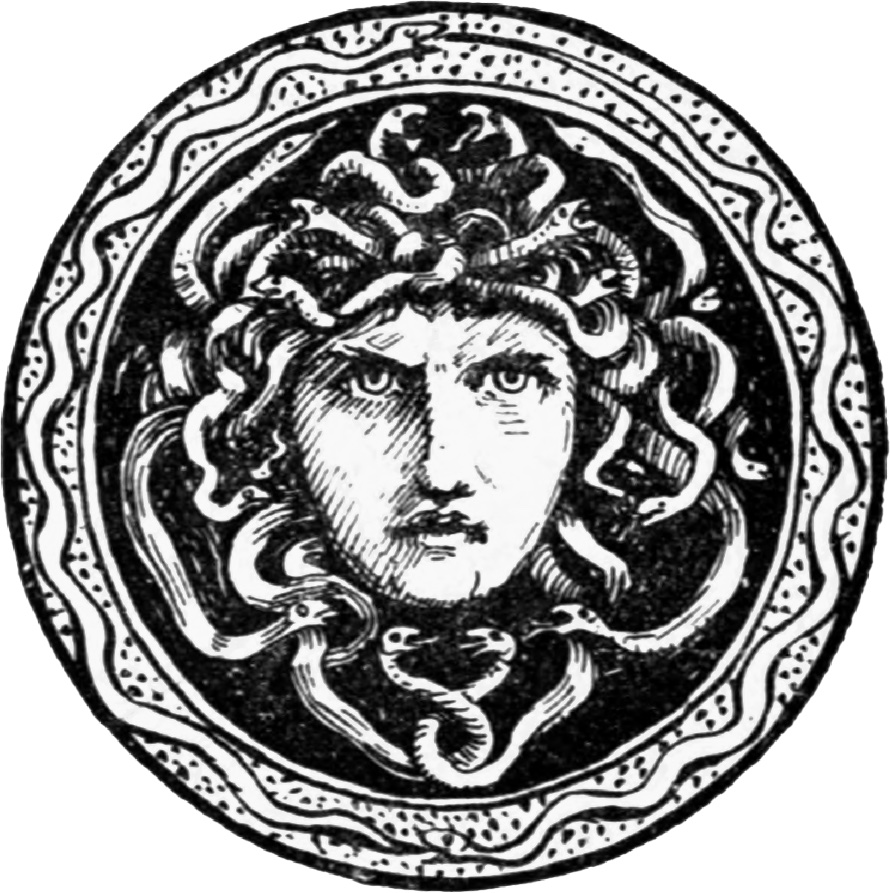
ترسناک سر از کتاب آبی پریان
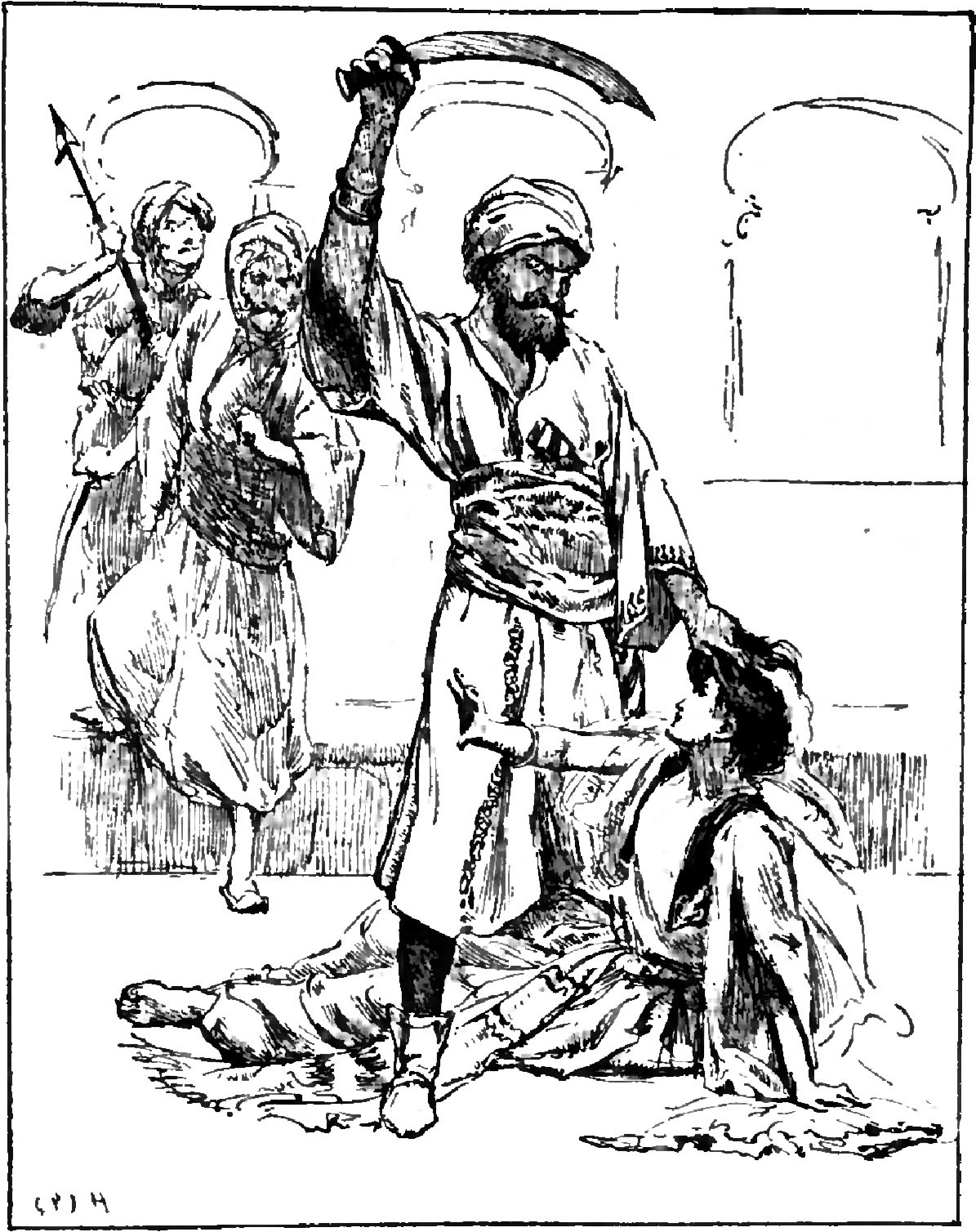
ریش آبی از کتاب آبی پریان
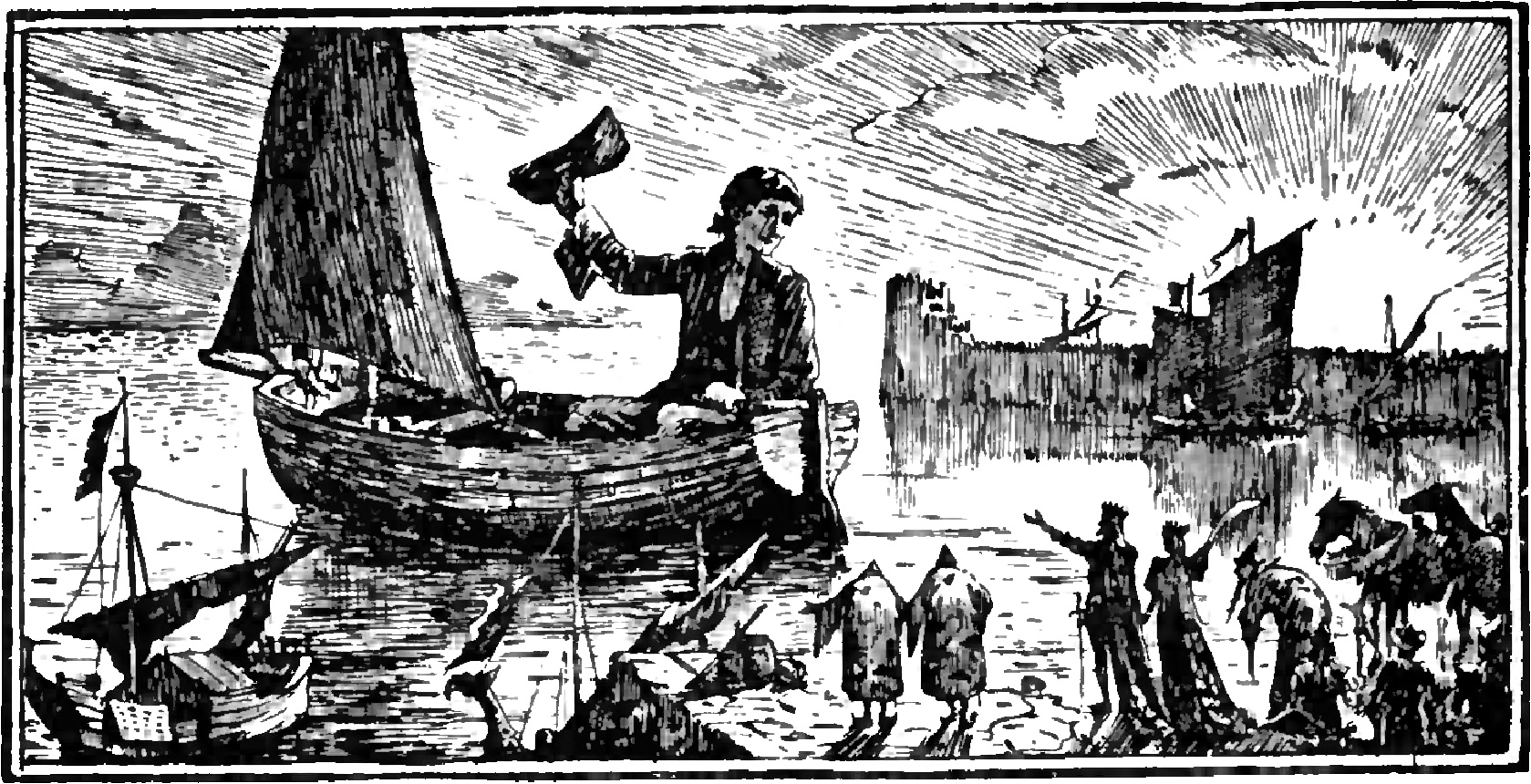
سفر به لی‌ لی پوت از کتاب آبی پریان